# Palazzo Serristori (Roma)
Palazzo Serristori è un edificio rinascimentale a Roma, importante per ragioni storiche e architettoniche. Il palazzo è uno dei pochi edifici rinascimentali del rione Borgo a essere sopravvissuto alla distruzione della parte centrale del rione a causa della costruzione di via della Conciliazione, il grande viale che conduce alla Basilica di San Pietro.

## Ubicazione
Il palazzo si trova a Roma, nel rione Borgo, tra Via della Conciliazione e Borgo Santo Spirito, con la facciata principale rivolta verso est lungo la Via dei Cavalieri del Santo Sepolcro. Si trova a est di Palazzo Cesi-Armellini e si affaccia a est su Palazzo dei Penitenzieri, entrambi notevoli palazzi rinascimentali.

## Storia

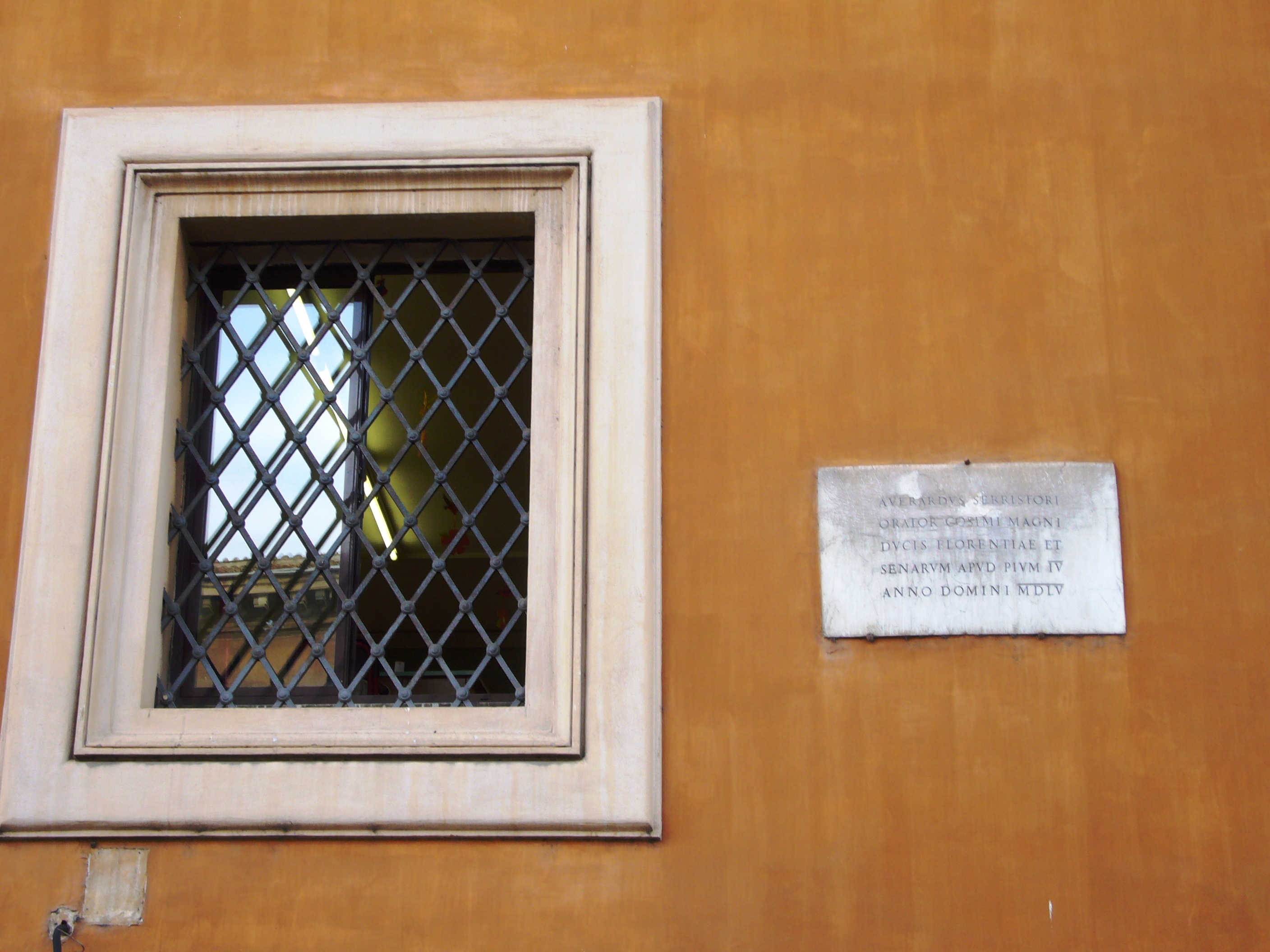
Targa rinascimentale che ricorda Averardo Serristori, il fondatore del palazzo

In questa zona, alla fine del XV secolo esisteva un palazzetto proprietà di Cesare Borgia, uno dei figli di papa Alessandro VI (r. 1492-1503), situato su Borgo Vecchio. In seguito, l'edificio divenne proprietà del cardinale Bartolomeo Della Rovere, un nemico convinto dei Borgia. Nel 1565 l'edificio venne abbattuto, e in sua vece fu eretto un nuovo palazzo da Averardo Serristori, ambasciatore del granduca di Toscana Cosimo I de' Medici presso papa Pio IV (r. 1559-1565). L'edificio divenne sede dell'ambasciata della Toscana presso il Papa prima del suo trasferimento a Palazzo Firenze in rione Campo Marzio, e rimase di proprietà della famiglia Serristori fino al 1821.
In quell'anno la Camera Apostolica lo comprò e lo trasformò nella caserma degli zuavi pontifici. Il 22 ottobre 1867, alla vigilia degli avvenimenti che portarono alla Battaglia di Mentana, Giuseppe Monti e Gaetano Tognetti, due rivoluzionari in lotta per l'annessione di Roma all'Italia, attuarono un attentato ponendo una mina, formata da due barili di polvere da sparo, in un magazzino sotto il palazzo. L'esplosione distrusse un'intera ala dell'edificio e uccise 23 zuavi (nove di loro erano italiani, membri della banda musicale del corpo, gli altri erano soldati, in servizio o in punizione) e quattro civili, tra i quali una bambina di 5 anni. I due attentatori furono catturati, condannati a morte e giustiziati per decapitazione con la ghigliottina.
Dopo il 1870, l'anno in cui Roma fu annessa all'Italia, l'edificio divenne una caserma dei bersaglieri, prima denominata "Caserma Serristori" e dopo il 1904 "Caserma Luciano Manara", prendendo il nome dall'eroe della Repubblica Romana del 1849. Dal 1920 il palazzo venne usato come civile abitazione. Nel 1927, l'edificio che ospitava la "Scuola Pontificia Pio IX", fondata dal Papa omonimo (r. 1846-1878) nel 1859, ubicata in Piazza Pia (all'ingresso di Borgo nei pressi del Tevere) e diretta dall'istituto religioso dei Fratelli di Nostra Signora della Misericordia, dovette essere abbattuto a causa dell'allargamento della piazza stessa. Due anni più tardi, in seguito ai Patti Lateranensi la Santa Sede riebbe la proprietà di Palazzo Serristori, e la scuola fu trasferita lì, con l'aiuto finanziario di Papa Pio XI e del comune di Roma. Il palazzo venne modificato dall'architetto Alberto Calza Bini per adeguarlo alla nuova funzione. Anche oggi la Scuola Pontificia Pio IX rimane una delle più importanti della città, ospitando circa un migliaio di studenti, divisi tra scuola primaria e secondaria, Liceo Classico e Scientifico. Dalla scuola dipendono anche la società sportiva "Fortitudo 1908", uno dei sodalizi romani più ricchi di tradizione, la cui sezione calcio (i cui membri erano soprannominati "i leoni di Borgo") si fuse con altre due squadre locali per fondare nel 1927 la Roma, e la "Filodrammatica Roma", una compagnia amatoriale che ha annoverato fra i suoi membri alcuni tra i migliori attori italiani del XX secolo, come Renato Rascel, Amedeo Nazzari e Andreina Pagnani.

## Descrizione

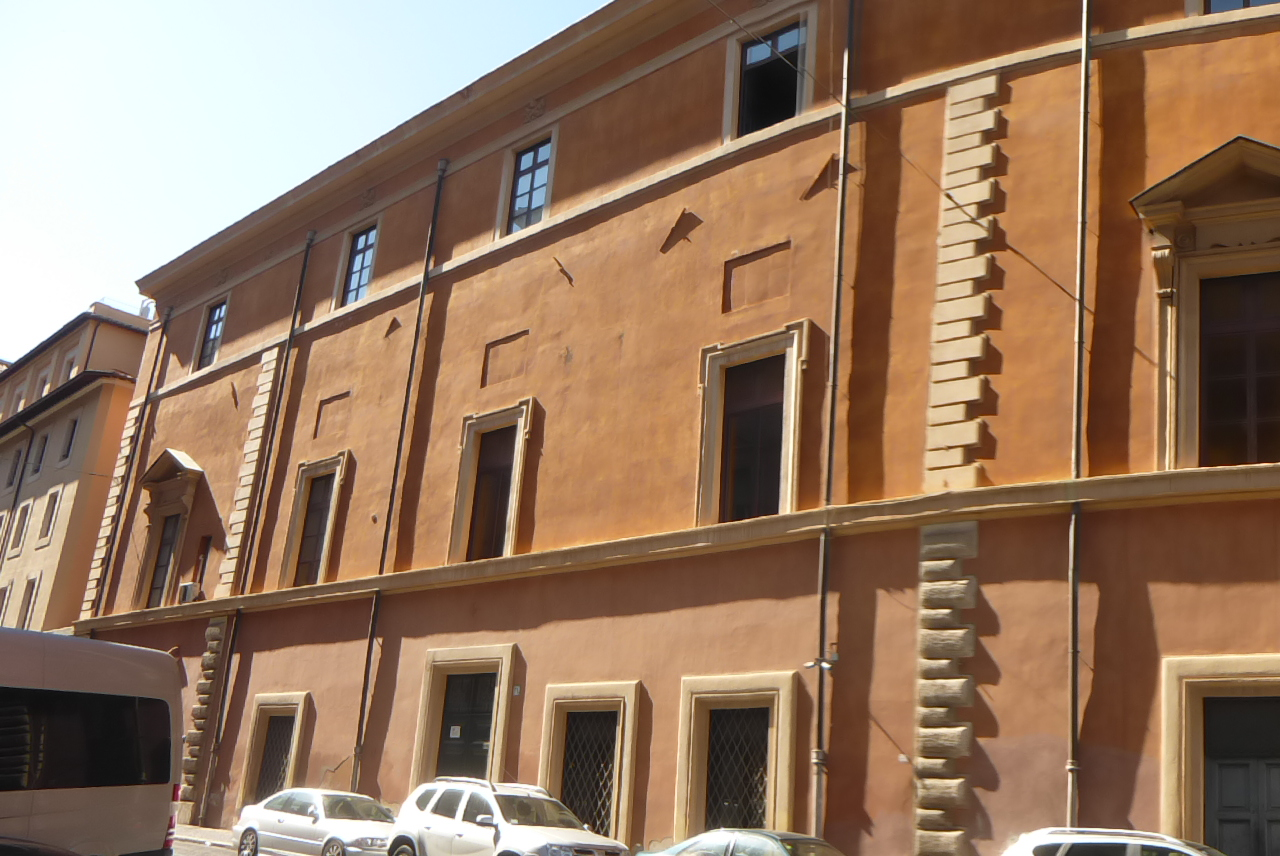
La facciata del palazzo verso Borgo Santo Spirito

L'edificio, secondo una descrizione del tempo di Papa Clemente VIII (r. 1592-1605), aveva una facciata con nove finestre, era dotato di cortile, e misurava 50 piedi romani di lunghezza e 85 piedi romani di larghezza (circa 15 m x 25 m). La facciata principale ha finestre quadrate con al centro un portale in bugnato. Il motivo delle chiavi di san Pietro si ripete sotto tutto il cornicione. Sopra il portale è situata una finestra incorniciata da due lesene e con timpano triangolare. essa è sormontata da uno stemma di papa Pio XI. In origine sopra il portale esisteva un'iscrizione latina facente riferimento ad Averardo Serristori, ora spostata sul lato rivolto verso via della Conciliazione. Un'iscrizione in latino, recante la scritta "AD CHRISTIANAM PUERORUM UTILITATE" ("Per il profitto cristiano dei bambini"), proveniente dalla distrutta scuola di Piazza Pia, vicino a Castel Sant'Angelo, è stata murata sopra il portale al posto della prima. Internamente, il palazzo conserva ancora l'originale, ampio cortile quadrato rinascimentale con una loggia ad arcate che insistono su pilastri, e un loggiato, anche ad arcate. Una fontana, originariamente collocata al centro del cortile, è stata rimontata vicino al lato ovest del cortile riutilizzando alcuni elementi originali. Vicino a essa è stata posta un'iscrizione latina che inneggia a Papa Pio XI. L'interno dell'edificio presenta ancora resti di affreschi dipinti dopo il 1870 con soggetti patriottici e militari. Il palazzo comprende anche una cappella a pianta rettangolare, dedicata alla Madonna della Misericordia. Essa è conclusa da una serliana attraverso la quale si accede a una cantoria sormontata da una volta a crociera. La cappella è decorata da affreschi dipinti nel 1934 da Fra Aureliano Scaffoletti. Sull'altare dell'Ottocento, proveniente dall'edificio di Piazza Pia, si venera una Madonna della misericordia fiancheggiata da due angeli.